# Liste des édifices religieux de France
Cet article recense les édifices religieux de France, selon plusieurs critères.
On dénombre en France près de 100 000 édifices religieux (soit en moyenne presque 3 par commune), dont 15 000 protégés au titre des monuments historiques. Le patrimoine catholique représente 45 000 églises paroissiales, ainsi qu'un grand nombre de chapelles privées, abbayes, et autres monuments aujourd’hui désaffectés. On dénombre également environ 3 000 lieux de culte protestants (dont 1 200 temples et églises réformées ou luthériennes, et 1 800 églises évangéliques), 2 200 lieux de prière musulmans (dont environ 900 mosquées), 500 synagogues et 300 temples bouddhistes.

## Religion

### Christianisme

#### Catholicisme
- Liste des abbayes, monastères et couvents en France
- Liste des basiliques catholiques en France
- Liste de cathédrales en France
- Liste de cathédrales catholiques en France
- Liste de collégiales en France
- Liste de monastères de moniales franciscaines de France
- Liste d'abbayes augustiniennes de France
- Liste d'abbayes bénédictines de France
- Liste d'abbayes cisterciennes de France
- Liste d'abbayes prémontrées de France
- Liste des couvents dominicains de France

#### Autres mouvements chrétiens
- Liste des temples antoinistes en France

### Islam
- Liste de mosquées de France
  - Liste des mosquées de Paris

### Judaïsme
- Liste de synagogues de France

### Bouddhisme
- Liste de temples bouddhistes de France

### Hindouisme[2]
- Temple Sri Manika - Paris 18e
- Temple de l'Association Dharma Sangh - Paris 10e
- Temple Radha Krishna (ISKON) - Sarcelles
- Temple Vinagaya Perouman Koil - Rillieux-la-Pape
- Temple de Gopalji Mandir - Saint-Étienne-du-Rouvray

### Sikh[2]
- Gurdwara Singh Sabha - Bobigny
- Gurudwara Guru Teg Bahadur Sahib - Bondy
- Gurdwara Shri Guru Ravi Dass Sabha - La Courneuve
- Gurdwara Baba Makhan Shah Lubana - Le Bourget

### Lieux de culte multiconfessionnels
Dans l'histoire, en fonction des changements de majorité dans la confession des habitants d'un territoire on a pu voir des lieux de culte changer de destination : cathédrales devenant mosquées (Sainte-Sophie à Istanbul) ou l'inverse (Mezquita de Cordoue). De nos jours l'actuelle mosquée Jamme Masjid de Brick Lane, à Londres a fait office de temple protestant, au temps des huguenots, avant de se transformer en synagogue, puis en mosquée récemment. En France, au début de l'été 2015, Dalil Boubakeur, recteur de la Grande Mosquée de Paris a suggéré de transformer les églises inutilisées en mosquées avant de revenir sur sa proposition. 
L'introduction du Simultaneum à la fin du XVIIe siècle est à l'origine en France de plusieurs églises simultanées depuis cette époque principalement en Alsace, essentiellement coexistence dans un même édifice du culte catholique et réformé.
Dans certains lieux particuliers, comme les aéroports, les hôpitaux ou bien les prisons on peut trouver des lieux de recueillement multiconfessionnels.
Ailleurs dans le monde, une autre catégorie de lieux de culte se développe également intégrant dès la construction de l'édifice le caractère multiconfessionnel comme le Temple de Moncton au Canada ou le projet « friday, saturday, sunday » des architectes britanniques Leon, Lloyd et Saleem, le projet « Tri Faith » à Omaha (Nebraska, États-Unis) ou le projet « House of One » à Berlin.

## Communes
La liste suivant recense les édifices religieux pour les communes de plus de 100 000 habitants (ainsi que pour certaines communes de plus petite taille) :
- Aix-en-Provence
- Amiens
- Angers
- Annecy
- Argenteuil
- Arles
- Besançon
- Béziers
- Bordeaux
- Boulogne-Billancourt
- Brest
- Caen
- Clermont-Ferrand
- Dijon
- Évreux
- Grenoble
- Le Havre
- Lille
- Limoges
- Lyon
- Le Mans
- Marseille
- Metz
- Montpellier
- Montreuil
- Mulhouse
- Nancy
- Nantes
- Nice
- Nîmes
- Orléans
- Paris
- Pau
- Perpignan
- Quimper
- Reims
- Rennes
- Rouen
- Saint-Denis (La Réunion)
- Saint-Denis (Seine-Saint-Denis)
- Saint-Étienne
- Saint-Paul
- Strasbourg
- Toulon
- Toulouse
- Tours
- Vannes
- Vernon
- Villeurbanne